# いつでも夢を
「いつでも夢を」（いつでもゆめを）は、1962年（昭和37年）に発表された橋幸夫と吉永小百合のデュエット曲。橋の27枚目、吉永の3枚目のシングル。第4回日本レコード大賞受賞曲。
翌1963年（昭和38年）には、橋と吉永の主演による同名のドラマ映画『いつでも夢を』が製作・公開され、ヒット曲映画化作品となった（本曲が映画の主題歌として作られたのではなく、先に楽曲があって、それをもとに映画が製作されたという順である）。本曲は同映画で主題歌として使用されている。
通販CD-BOX『魅惑のムード歌謡デラックス』など、多くのコンピレーションアルバムに収録されている。

## 収録曲
オリジナル盤
ビクター VS-807
- 規格：7インチシングルレコード
- 発売当時の価格は290円。

A. いつでも夢を（作詞：佐伯孝夫、作曲・編曲：吉田正）
B. あすの花嫁（作詞：佐伯孝夫、作曲・編曲：吉田正）
再発盤（1984年）
ビクター SV-8527
- 規格：7インチシングルレコード

A. いつでも夢を
B. 若い東京の屋根の下（作詞：佐伯孝夫、作曲・編曲：吉田正）

## 制作

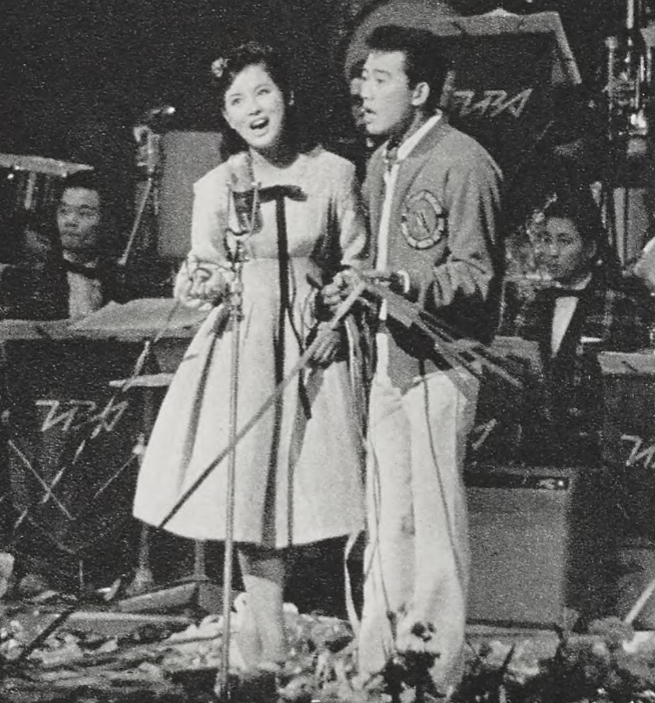
吉永小百合と橋幸夫

橋のデビューに関わり、吉永の担当でもあった日本ビクター音楽事業部（のちのJVCケンウッド・ビクターエンタテインメント）ディレクター・武田京子の企画で、両者の師であった佐伯孝夫（作詞）、吉田正（作曲）に提案し実現した。武田は「これは、考えに考え抜いた企画というではなく、ごく自然に私の頭の中に浮かんできたこと」と述懐している。
佐伯の詞ができると吉田の手により作曲されたが、作曲にあたって吉田は、吉永が歌いやすいよう吉永に「少し比重を置いた」という。当時は両者とも多忙な日々を送っていたためスケジュールが合わず、別々にレコーディングした音源を一つにミキシングして発売したという。なお吉永の歌がオーケストラと合わず、やむなくピッチを上げてオーケストラと合わせた。
歌詞に登場する「あの子」については、橋は当初は吉永を連想して歌っていたが、吉永も共に歌唱していることに気付き、上にいる妖精のような存在を連想して歌うようになったという。

## ヒット・受賞と影響

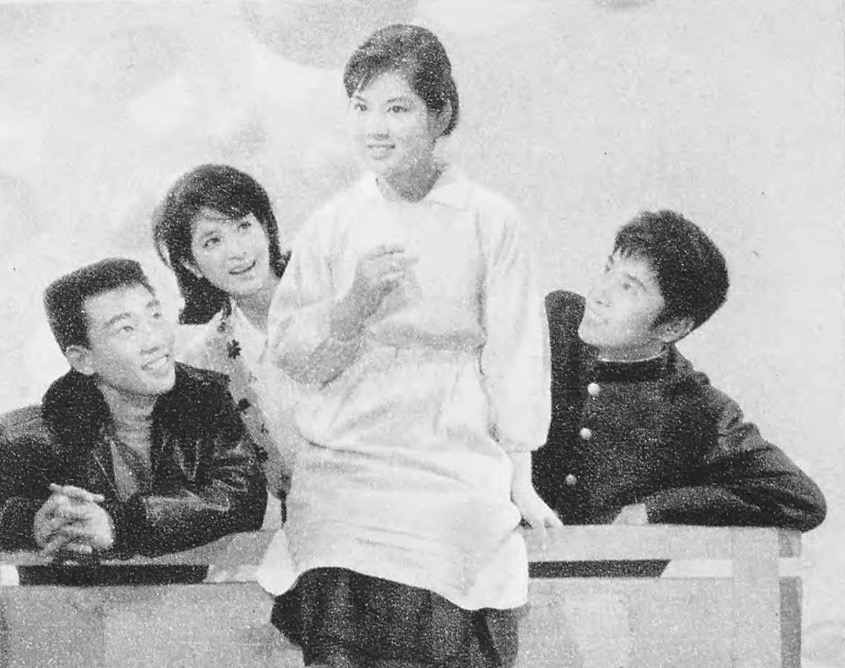
映画『いつでも夢を』（1963年）

若き王者歌手（「御三家」の舟木一夫・西郷輝彦はデビュー前である）と人気若手女優の初デュエット曲という顔合わせや、その特徴的な歌詞が発売当初より話題となり、発売から「1ヶ月で30万枚という驚異的な記録をたて……半年すぎた翌年5月には100万枚を突破した」。累計売上は260万枚を記録している。
1962年末、第4回日本レコード大賞を受賞。
発表翌年の1963年1月11日には、同名の映画（日活作品、監督：野村孝）が封切られ、同作品についても橋と吉永が揃って出演した（浜田光夫、松原智恵子、野呂圭介、信欣三、内藤武敏らが共演）。この曲は同映画の主題歌として使用され、劇中ではこの他に吉永の「寒い朝」、橋の「潮来笠」が歌唱される。
楽曲・映画両方のヒットを受け、同1963年春に開催された第35回選抜高等学校野球大会の入場行進曲に採用された。
2005年に日本放送協会（NHK）が行った「スキウタ〜紅白みんなでアンケート〜」では、本曲が紅組22位にランクインした。
2007年には「日本の歌百選」に選出された。

## 各媒体での使用

### 映画・テレビ番組での歌唱
- 橋が美空ひばりと共演した映画『ひばり・橋の花と喧嘩』（1970年松竹製作、監督：野村芳太郎）では本曲を橋とひばりが歌唱している（CD化されていない模様[独自研究?]）。
- 『NHK紅白歌合戦』では、いずれも橋のソロで、1962年の第13回、1970年の第21回、1990年の『第41回、1998年の第49回の合計4回歌唱された。
- 橋と吉永が音楽番組で一緒に歌唱している映像は、1968年12月27日にTBS系列で放送された『日本レコード大賞10周年特番』（カラーのビデオ映像）のものが現存する。
- 2013年3月31日放送のNHK総合テレビ『今夜も生でさだまさし』でサブタイトルに使用され、橋とさだまさしが歌唱した（また、吉永もVTR出演）[6]。

### 映画テーマソング
- 作曲者・吉田正の故郷である茨城県日立市が舞台となっている2019年の映画『ある町の高い煙突』でエンディングテーマとして使用。

### コマーシャルソング
2017年に、吉永小百合が出演するソフトバンクモバイルのテレビCMでCMソングとして使用された。このほか、橋・吉永本人の歌唱ではないもの（カバー）のCM使用については後述。

### 『あまちゃん』での使用
2013年上期のNHK連続テレビ小説『あまちゃん』では、主人公の天野アキ（能年玲奈）をはじめとする海女たちがこの歌を歌いながら海女漁に出るなど、劇中で様々な人物によって歌唱されている。天野夏が20代であった1960年代のヒット曲であることと、脚本担当の宮藤官九郎が「本曲がドラマの世界観を表している」と判断したことからこの曲が採用された。
第116話（同年8月13日放送）では橋が本人役で出演し、天野夏（宮本信子）とのデュエットでこの曲を歌った。このバージョンは、同2013年8月28日にビクターエンタテインメントから発売された『あまちゃん 歌のアルバム』に収録されている。
橋は朝が苦手なため、朝の連続テレビ小説はこれまでほぼ視聴したことはなく、『あまちゃん』も最初は視聴していなかったが、息子である橋龍吾より『あまちゃん』を1度観るよう促され、途中から視聴しはまっていったという。そのため、出演オファーがあると思っていなかった。

### 駅発車メロディ
作曲者の吉田正の故郷が日立市であることにちなみ、同市内の常磐線の大甕駅・常陸多賀駅・日立駅・小木津駅・十王駅において、上りホームの発車メロディとして使用されている。
2020年2月14日からは、同名映画の撮影が行われた日活調布撮影所の最寄り駅である京王線の布田駅において、接近メロディとして採用された。なお、これは京王電鉄と調布市の地域活性化事業「映画のまち調布」とのタイアップによるもので、同日より同じ調布市内にある京王相模原線の京王多摩川駅でも、接近メロディに映画主題歌（シャル・ウィ・ダンス?）が採用されている。

## カバー
多数の歌手によりカバーされている。
- ペギー・マーチ - シングル「霧の中の少女」B面。英題は「ITSUDEMO YUME O」。作詞・作曲のクレジットは「T.Saheki、Angelis、T.Yoshida」。英語詞（サビの一部分は日本語）でカバー（1964年）。
- 佐良直美 - アルバム『鈴懸の径 -佐伯孝夫 優しい詩集-』に収録（1972年）。
- 梅暁洲・姜小青「いつでも夢を 中国語バージョン」 - シングル発売。またサントリー烏龍茶のCMに用いられ、同商品の景品CD（1992年）などに収録。
- 原由子・桑田佳祐 - 2000年12月「液晶アクオス」テレビCMソングとして制作。原のソロアルバム『東京タムレ』（2002年）に収録。
- 吉田拓郎 - アルバム『こんにちわ』に収録。（2001年）。
- 天童よしみ - アルバム『花飾り〜天童よしみオリジナルベスト・アルバム〜』に収録（2001年）。
- 桑島法子 - アルバム『Flores〜死者への花束』に収録（2001年）。また、ベストアルバム『HouKo ChroniCle』（2015年）にも収録。
- 五木ひろし - アルバム『哀愁の吉田メロディを歌う』（2004年）に収録。
- 遊佐未森・檀れい - アルバム『淡雪』（2012年）に収録。
- 徳永ゆうき・近藤春菜 - アルバム『ゆうきのうた-故郷編-』（2014年、UPCH-20368）に収録。
- ダ・カーポ - アルバム『45周年記念 日本のうたファンタジー』（2017年）に収録。
- はやぶさ - シングル『未来はジョー! ジョー!』（2017年）に収録。
- 海上自衛隊東京音楽隊、三宅由佳莉 - アルバム『シング・ジャパン―心の歌―』（2017年）に収録。
- コマーシャルにおけるオリジナルカバー
  - 第一製薬「センロック」 - 替え歌。星野仙一が出演[10]。
  - サントリー「烏龍茶」 - Chai 中国語カバー。
  - 日産自動車「ローレル (C35型)」- 英語カバー。